# Thornbury Castle

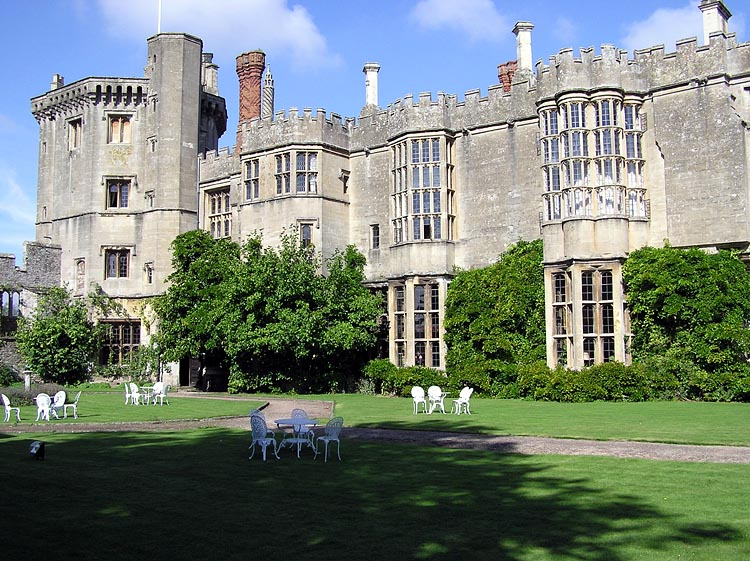
Westfassade von Thornbury Castle

Thornbury Castle ist ein Landhaus in Thornbury in der englischen Grafschaft Gloucestershire. Das Haus, das Edward Stafford, 3. Duke of Buckingham, ab 1511 erbauen ließ, sollte nicht als Festung dienen, sondern als frühe Form eines Landhauses in der Tudorzeit. English Heritage hat es als historisches Bauwerk I. Grades gelistet.
Im Jahre 930 stand auf dem Gelände ein Herrenhaus. Ein Teil der Originalpläne für eine großartige Residenz waren „ziemlich weit fortgeschritten“, als der Herzog 1521 auf Befehl seines entfernten Vetters, König Heinrichs VIII. wegen vermuteten Hochverrats geköpft wurde. Wie beim Königspalast in Sheen rahmten die Hauptflügel von Thornbury Castle Innenhöfe ein. Davon steht heute noch der symmetrische Eingangsflügel mit dem zentralen Torhaus und achteckigen Ecktürmen, ebenso wie zwei weniger regelmäßige Seitenflügel mit vielen unregelmäßigen Vorsprüngen und Türmen.
Nach dem Tod des Herzogs wurde Thornbury Castle vom König konfisziert. Er verbrachte im August 1535 zehn Tage mit seiner Königin Anne Boleyn darin. Nach dem englischen Bürgerkrieg verfiel das Landhaus, erst 1824 ließ die Familie Howard es renovieren. Es liegt hinter der Marienkirche, deren Gründungsdatum in normannischer Zeit liegt.
Von 1966 bis 1986 diente das Landhaus als eines der feinsten Restaurants des Vereinigten Königreiches. Es wurde von Kenneth Bell MBE mit Personal betrieben, das z. B. den Kochbuchautor Nigel Slater oder Simon Gault, den Juror bei der Fernsehsendung MasterChef New Zealand in den frühen Jahren ihrer kulinarischen Karrieren umfasste.
Heute ist die Burg ein Luxushotel und -restaurant mit 26 Zimmern. Man kann dort auch Hochzeiten feiern.
Es gibt eine GWR-Castle-Class-4-6-0-Lokomotive namens 7027 Thornbury Castle.

## Galeriebilder

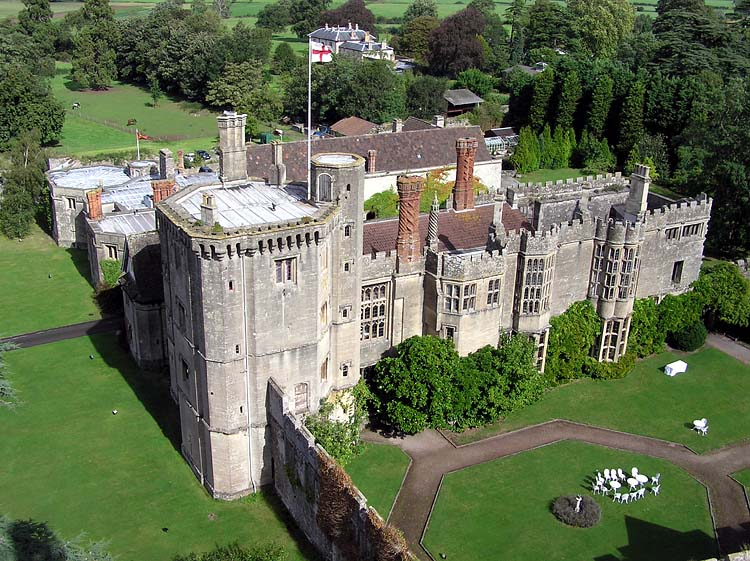
Thornbury Castle vom Turm der Marienkirche aus
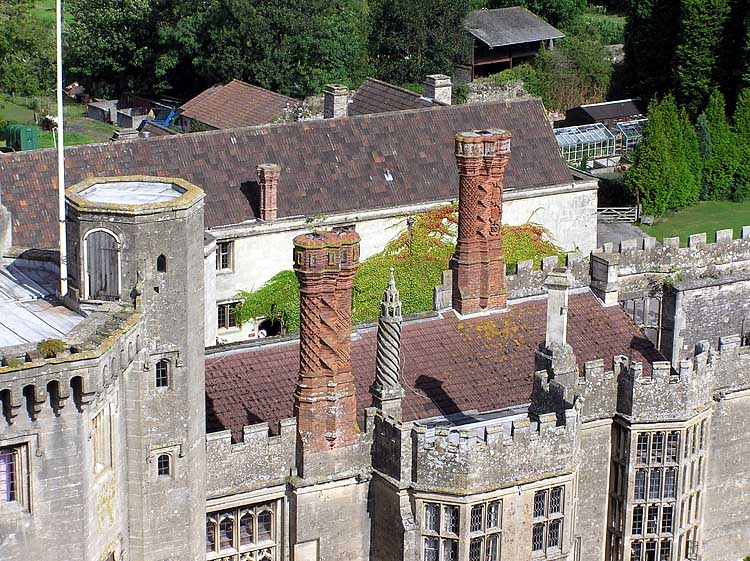
Detail von den Kaminen des Landhauses
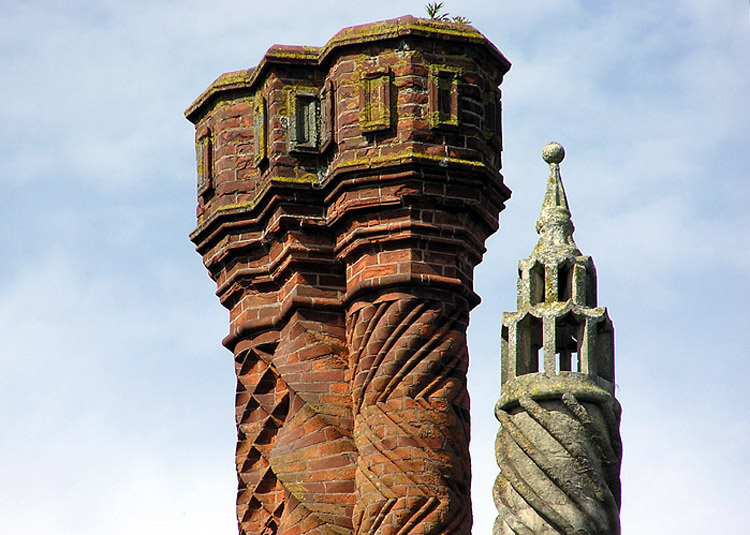
Detail von den Kaminen des Landhauses, Mauerwerk von 1514